# Discografia dei Migos

La discografia dei Migos, trio hip hop statunitense, conta quattro album in studio, un extended play, 12 mixtape e 49 singoli (inclusi i 21 singoli in cui hanno collaborato come artisti ospiti) e due album compilation dell'etichetta discografica Quality Control Music. In totale sono apparsi in 49 video musicali.

## Album

### Album in studio
| Anno                                                                                          | Titolo e dettagli | Classifiche | Classifiche | Classifiche | Classifiche | Classifiche | Classifiche | Classifiche | Classifiche | Classifiche | Classifiche | Certificazioni                                           |
| Anno                                                                                          | Titolo e dettagli | USA         | AUS         | CAN         | FIN         | FRA         | ITA         | NZL         | SWE         | SWI         | UK          | Certificazioni                                           |
| --------------------------------------------------------------------------------------------- | --- | ----------- | ----------- | ----------- | ----------- | ----------- | ----------- | ----------- | ----------- | ----------- | ----------- | -------------------------------------------------------- |
| 2015                                                                                          | Yung Rich Nation - Pubblicato: 31 luglio 2015 - Etichetta: Quality Control, YRN the Label, 300, Atlantic - Formato: CD, download digitale        | 17          | 54          | 14          | 20          | —           | —           | 69          | 100         | 32          | 47          |                                                          |
| 2017                                                                                          | Culture - Pubblicato: 27 gennaio 2017 - Etichetta: Quality Control, YRN, 300, Atlantic - Formato: CD, LP, cassetta, download digitale, streaming | 1           | 26          | 1           | 6           | 77          | —           | 20          | 31          | 22          | 16          | - USA: Platino - UK: Argento                             |
| 2018                                                                                          | Culture II - Pubblicato: 26 gennaio 2018 - Etichetta: YRN, Quality Control, Capitol, Motown - Formato: CD, LP, download digitale, streaming      | 1           | 13          | 1           | 9           | 6           | 15          | 5           | 11          | 5           | 4           | - USA: 2× Platino - CAN: 2× Platino - NZL: Oro - UK: Oro |
| 2021                                                                                          | Culture III - Programmato: 11 giugno 2021 - Etichette: Quality Control, Motown - Formato: download digitale, streaming                           | 2           | 13          | 3           | 30          | 5           | 20          | 4           | 23          | 2           | 9           |                                                          |
| "—" indica che l'opera non si è classificata o che non è stata pubblicata in quel territorio. | |             |             |             |             |             |             |             |             |             |             |                                                          |

### Mixtape
- 2011 – Juug Season
- 2012 – No Label
- 2013 – Y.R.N. (Young Rich Niggas)
- 2013 – Streets on Lock (con Rich The Kid)
- 2013 – Streets on Lock 2 (con Rich The Kid)
- 2014 – Solid Foundation (con Quality Control, AA.VV.)
- 2014 – No Label 2
- 2014 – Streets on Lock 3 (con Rich The Kid)
- 2014 – World War 3D: The Green Album (con Gucci Mane)
- 2014 – Rich Nigga Timeline
- 2015 – Migo Lingo (con YRN Lingo)
- 2015 – Still on Lock (con Rich The Kid)
- 2015 – Back To The Bando
- 2015 – Streets on Lock 4 (con Rich The Kid)
- 2016 – Y.R.N. 2 (Young Rich Niggas 2)

## Compilation
| Anno | Titolo e dettagli | Classifiche | Classifiche | Classifiche |
| Anno | Titolo e dettagli | USA         | CAN         | FRA         |
| ---- | --- | ----------- | ----------- | ----------- |
| 2017 | Quality Control: Control the Streets, Volume 1 (come artisti della Quality Control) - Pubblicato: 8 dicembre 2017 - Etichetta: Quality Control, Capitol, Motown - Formato: CD, download digitale, streaming | 5           | 17          | 155         |
| 2019 | Quality Control: Control the Streets, Volume 2 (come artisti della Quality Control) - Pubblicato: 16 agosto 2019 - Etichetta: Quality Control, Capitol, Motown - Formato: CD, download digitale, streaming  | 3           | 5           | 62          |

## Extended play
| Anno | Titolo e dettagli |
| ---- | --- |
| 2015 | Trap Symphony EP - Pubblicato: 22 luglio 2015 - Etichetta: YRN, Quality Control, 300 Ent. - Formato: download digitale |
| 2015 | 3 Way - Pubblicato: 7 luglio 2016 - Etichetta: YRN, Quality Control - Formato: download digitale                       |

## Singoli

### Come artisti principali
| Anno                                                                                 | Titolo                                        | Classifiche | Classifiche | Classifiche | Classifiche | Classifiche | Classifiche | Album di provenienza          |
| Anno                                                                                 | Titolo                                        | USA         | AUS         | CAN         | FRA         | NZL         | UK          | Album di provenienza          |
| ------------------------------------------------------------------------------------ | --------------------------------------------- | ----------- | ----------- | ----------- | ----------- | ----------- | ----------- | ----------------------------- |
| 2013                                                                                 | Versace                                       | 99          | —           | —           | —           | —           | —           | Y.R.N. (Young Rich Niggas)    |
| 2013                                                                                 | Hannah Montana                                | —           | —           | —           | —           | —           | —           | Y.R.N. (Young Rich Niggas)    |
| 2013                                                                                 | Ounces                                        | —           | —           | —           | —           | —           | —           | No Label 2                    |
| 2014                                                                                 | Fight Night                                   | 69          | —           | —           | —           | —           | —           | No Label 2                    |
| 2014                                                                                 | Handsome and Wealthy                          | 79          | —           | —           | —           | —           | —           | No Label 2                    |
| 2015                                                                                 | One Time                                      | 107         | —           | —           | —           | —           | —           | Yung Rich Nation              |
| 2015                                                                                 | Pipe It Up                                    | 106         | —           | —           | —           | —           | —           | Yung Rich Nation              |
| 2015                                                                                 | Look at My Dab                                | 87          | —           | —           | —           | —           | —           | Back to the Bando             |
| 2016                                                                                 | Woa                                           | —           | —           | —           | —           | —           | —           | Y.R.N 2 (Young Rich Niggas 2) |
| 2016                                                                                 | Say Sum                                       | —           | —           | —           | —           | —           | —           | /                             |
| 2016                                                                                 | Cocoon                                        | —           | —           | —           | —           | —           | —           | /                             |
| 2016                                                                                 | Bad and Boujee (feat. Lil Uzi Vert)           | 1           | 34          | 5           | 91          | 17          | 30          | Culture                       |
| 2017                                                                                 | T-Shirt                                       | 19          | —           | 16          | 175         | —           | 82          | Culture                       |
| 2017                                                                                 | Slippery (feat. Gucci Mane)                   | 29          | —           | 46          | —           | —           | —           | Culture                       |
| 2017                                                                                 | Too Hotty                                     | 91          | —           | —           | —           | —           | —           | Control the Streets, Vol. 1   |
| 2017                                                                                 | MotorSport (con Nicki Minaj e Cardi B)        | 6           | 73          | 12          | 73          | —           | 49          | Culture II                    |
| 2017                                                                                 | Stir Fry                                      | 8           | 24          | 19          | 159         | 18          | 51          | Culture II                    |
| 2018                                                                                 | Walk It Talk It (feat. Drake)                 | 10          | 55          | 14          | 81          | 36          | 31          | Culture II                    |
| 2018                                                                                 | Narcos                                        | 36          | —           | 48          | —           | —           | —           | Culture II                    |
| 2018                                                                                 | Hot Summer (con DJ Durel)                     | —           | —           | —           | —           | —           | —           | /                             |
| 2019                                                                                 | Pure Water (con Mustard)                      | 23          | 45          | 20          | —           | —           | 62          | Perfect Ten                   |
| 2019                                                                                 | Stripper Bowl                                 | 119         | —           | —           | —           | —           | —           | Control the Streets, Vol. 2   |
| 2020                                                                                 | Give No Fxk (feat. Travis Scott e Young Thug) | 48          | —           | 60          | 164         | —           | 96          | /                             |
| 2020                                                                                 | Taco Tuesday                                  | —           | —           | —           | —           | —           | —           | /                             |
| 2020                                                                                 | Racks 2 Skinny                                | —           | —           | 95          | —           | —           | —           | /                             |
| 2020                                                                                 | Need It (feat. YoungBoy Never Broke Again)    | 62          | —           | —           | —           | —           | —           | Culture III                   |
| 2021                                                                                 | Straightenin                                  | 23          | —           | 43          | —           | —           | 72          | Culture III                   |
| "—" indica che l'opera non è stata pubblicata o non si è classificata in quel paese. |                                               |             |             |             |             |             |             |                               |

### Come artisti ospiti
| Anno                                                                                 | Titolo                                                              | Classifiche | Classifiche | Classifiche | Classifiche | Classifiche | Album di provenienza        |
| Anno                                                                                 | Titolo                                                              | USA         | AUS         | CAN         | FRA         | UK          | Album di provenienza        |
| ------------------------------------------------------------------------------------ | ------------------------------------------------------------------- | ----------- | ----------- | ----------- | ----------- | ----------- | --------------------------- |
| 2013                                                                                 | Young Nigga (Que feat. Migos)                                       | —           | —           | —           | —           | —           | /                           |
| 2013                                                                                 | We Ready (Soulja Boy feat. Migos)                                   | —           | —           | —           | —           | —           | /                           |
| 2013                                                                                 | Anytime (Sean Garrett feat. Migos)                                  | —           | —           | —           | —           | —           | /                           |
| 2013                                                                                 | Shabba (Remix) (A$AP Ferg feat. Shabba Ranks, Migos e Busta Rhymes) | —           | —           | —           | —           | —           | /                           |
| 2014                                                                                 | Bricks (Carnage feat. Migos)                                        | —           | —           | —           | —           | —           | Papi Gordo                  |
| 2014                                                                                 | FuckEmx3 (OG Maco feat. Migos)                                      | —           | —           | —           | —           | —           | OG Maco                     |
| 2014                                                                                 | ATM (Ray J feat. Dria e Migos)                                      | —           | —           | —           | —           | —           | /                           |
| 2015                                                                                 | Irresistible (Remix) (Fall Out Boy feat. Migos)                     | —           | —           | —           | —           | —           | Make America Psycho Again   |
| 2015                                                                                 | Moses (French Montana feat. Chris Brown e Migos)                    | —           | —           | —           | —           | —           | Casino Life 2               |
| 2016                                                                                 | Bounce (Kid Red feat. Chris Brown e Migos)                          | —           | —           | —           | —           | —           | Guilty by Association       |
| 2016                                                                                 | Bad Intentions (Niykee Heaton feat. Migos)                          | —           | —           | —           | —           | —           | The Bedroom Tour Playlist   |
| 2016                                                                                 | Key to the Streets (YFN Lucci feat. Migos e Trouble)                | 70          | —           | —           | —           | —           | Wish Me Well 2: Unstoppable |
| 2017                                                                                 | Slide (Calvin Harris feat. Frank Ocean e Migos)                     | 25          | 11          | 16          | 15          | 10          | Funk Wav Bounces Vol. 1     |
| 2017                                                                                 | Gucci On My (Mike Will Made It feat. 21 Savage YG e Migos)          | 110         | —           | —           | —           | —           | Ransom 2                    |
| 2017                                                                                 | Peek a Boo (Lil Yachty feat. Migos)                                 | 78          | —           | 73          | —           | —           | Teenage Emotions            |
| 2017                                                                                 | Bon appétit (Katy Perry feat. Migos)                                | 59          | 35          | 14          | 9           | 37          | Witness                     |
| 2017                                                                                 | Body (Sean Paul feat. Migos)                                        | —           | —           | 98          | —           | 76          | Mad Love: the Prequel       |
| 2017                                                                                 | Night Call (Steve Aoki feat. Lil Yachty e Migos)                    | —           | —           | —           | —           | —           | Kolony                      |
| 2017                                                                                 | Nasty (Who Dat) (ASAP Ferg feat. Migos)                             | —           | —           | —           | —           | —           | Still Striving              |
| 2017                                                                                 | I Get the Bag (Gucci Mane feat. Migos)                              | 11          | —           | 28          | —           | —           | Mr. Davis                   |
| 2018                                                                                 | Solitaire (Gucci Mane feat. Migos e Lil Yachty)                     | 108         | —           | —           | —           | —           | Evil Genius                 |
| "—" indica che l'opera non è stata pubblicata o non si è classificata in quel paese. |                                                                     |             |             |             |             |             |                             |

### Singoli promozionali
| Anno                                                                                 | Titolo                                           | Classifiche | Classifiche | Classifiche | Classifiche | Album di provenienza |
| Anno                                                                                 | Titolo                                           | USA         | AUS         | CAN         | UK          | Album di provenienza |
| ------------------------------------------------------------------------------------ | ------------------------------------------------ | ----------- | ----------- | ----------- | ----------- | -------------------- |
| 2017                                                                                 | I Can (con Hoodrich Pablo Juan)                  | —           | —           | —           | —           | /                    |
| 2017                                                                                 | Call Casting                                     | 62          | —           | 65          | —           | Culture              |
| 2017                                                                                 | What the Price                                   | 102         | —           | 92          | —           | Culture              |
| 2018                                                                                 | Supastars                                        | 53          | —           | 51          | —           | Culture II           |
| 2018                                                                                 | Drip (Cardi B feat. Migos)                       | 21          | 60          | 31          | 41          | Invasion of Privacy  |
| 2019                                                                                 | My Family (con Karol G, Snoop Dogg e Rock Mafia) | —           | —           | —           | —           | La famiglia Addams   |
| 2021                                                                                 | Avalanche                                        | 27          | —           | 50          | 90          | Culture III          |
| 2021                                                                                 | Picasso (con Future)                             | 102         | —           | —           | —           | Culture III          |
| 2021                                                                                 | Type Shit (con Cardi B)                          | 71          | —           | —           | —           | Culture III          |
| "—" indica che l'opera non è stata pubblicata o non si è classificata in quel paese. |                                                  |             |             |             |             |                      |

## Altri brani entrati in classifica
| Anno                                                                                 | Titolo                                                             | Classifiche | Classifiche | Classifiche | Album di provenienza         |
| Anno                                                                                 | Titolo                                                             | USA         | CAN         | SWI         | Album di provenienza         |
| ------------------------------------------------------------------------------------ | ------------------------------------------------------------------ | ----------- | ----------- | ----------- | ---------------------------- |
| 2015                                                                                 | Just for Tonight (feat. Chris Brown)                               | 117         | —           | —           | Yung Rich Nation             |
| 2017                                                                                 | Culture (feat. DJ Khaled)                                          | 93          | 82          | —           | Culture                      |
| 2017                                                                                 | Get Right Witcha                                                   | 72          | 63          | —           | Culture                      |
| 2017                                                                                 | Big on Big                                                         | 108         | —           | —           | Culture                      |
| 2017                                                                                 | Brown Paper Bag                                                    | 101         | —           | —           | Culture                      |
| 2017                                                                                 | Deadz (feat. 2 Chainz)                                             | 105         | —           | —           | Culture                      |
| 2017                                                                                 | All Ass                                                            | 107         | —           | —           | Culture                      |
| 2017                                                                                 | Kelly Price (feat. Travis Scott)                                   | 58          | 55          | —           | Culture                      |
| 2017                                                                                 | Out Yo Way                                                         | 115         | —           | —           | Culture                      |
| 2017                                                                                 | Blue Cheese (2 Chainz feat. Migos)                                 | 111         | —           | —           | Pretty Girls Like Trap Music |
| 2017                                                                                 | Major Bag Alert (DJ Khaled feat. Migos)                            | 124         | —           | —           | Grateful                     |
| 2017                                                                                 | Iced Out My Arms (DJ Khaled feat. Future, Migos, 21 Savage e T.I.) | 105         | —           | —           | Grateful                     |
| 2017                                                                                 | Danger (con Marshmello)                                            | 82          | 49          | —           | Bright: The Album            |
| 2018                                                                                 | Higher We Go (Intro)                                               | 83          | 77          | —           | Culture II                   |
| 2018                                                                                 | BBO (Bad Bitches Only) feat. 21 Savage)                            | 48          | 52          | —           | Culture II                   |
| 2018                                                                                 | Auto Pilot (Huncho on the Beat)                                    | 85          | 94          | —           | Culture II                   |
| 2018                                                                                 | Emoji a Chain                                                      | 87          | 82          | —           | Culture II                   |
| 2018                                                                                 | CC (feat. Gucci Mane)                                              | 96          | 93          | —           | Culture II                   |
| 2018                                                                                 | Too Much Jewelry                                                   | 101         | —           | —           | Culture II                   |
| 2018                                                                                 | Gang Gang                                                          | 73          | 67          | —           | Culture II                   |
| 2018                                                                                 | White Sand (feat. Travis Scott, Ty Dolla Sign e Big Sean)          | 64          | 58          | —           | Culture II                   |
| 2018                                                                                 | Crown the Kings                                                    | 113         | —           | —           | Culture II                   |
| 2018                                                                                 | Flooded                                                            | 120         | —           | —           | Culture II                   |
| 2018                                                                                 | Beast                                                              | 112         | —           | —           | Culture II                   |
| 2018                                                                                 | Open It Up                                                         | 118         | —           | —           | Culture II                   |
| 2018                                                                                 | Notice Me (feat. Post Malone)                                      | 52          | 35          | 55          | Culture II                   |
| 2018                                                                                 | Too Playa (feat. 2 Chainz)                                         | 109         | —           | —           | Culture II                   |
| 2019                                                                                 | Raw Shit (DaBaby feat. Migos)                                      | 51          | 73          | —           | Kirk                         |
| 2021                                                                                 | We Going Crazy (DJ Khaled feat. H.E.R. e Migos)                    | 103         | —           | —           | Khaled Khaled                |
| 2021                                                                                 | Having Our Way (feat. Drake)                                       | 15          | 15          | 70          | Culture III                  |
| 2021                                                                                 | Malibu (feat. Polo G)                                              | 65          | 57          | —           | Culture III                  |
| 2021                                                                                 | Birthday                                                           | 111         | —           | —           | Culture III                  |
| 2021                                                                                 | Modern Day                                                         | 61          | 66          | —           | Culture III                  |
| 2021                                                                                 | Vaccine                                                            | 103         | —           | —           | Culture III                  |
| 2021                                                                                 | Roadrunner                                                         | 116         | —           | —           | Culture III                  |
| 2021                                                                                 | What You See (feat. Justin Bieber)                                 | 125         | —           | —           | Culture III                  |
| 2021                                                                                 | Jane                                                               | 115         | —           | —           | Culture III                  |
| 2021                                                                                 | Antisocial (feat. Juice Wrld)                                      | 106         | —           | —           | Culture III                  |
| 2021                                                                                 | Light It Up (feat. Pop Smoke)                                      | 114         | 79          | —           | Culture III                  |
| "—" indica che l'opera non è stata pubblicata o non si è classificata in quel paese. |                                                                    |             |             |             |                              |